# (20641) Yenuanchen
(20641) Yenuanchen est un astéroïde de la ceinture principale d'astéroïdes.

## Description
(20641) Yenuanchen est un astéroïde de la ceinture principale d'astéroïdes. Il fut découvert le 4 octobre 1999 à Socorro (Nouveau-Mexique) par le projet LINEAR. Il présente une orbite caractérisée par un demi-grand axe de 3,03 UA, une excentricité de 0,11 et une inclinaison de 2,9° par rapport à l'écliptique.

## Compléments